# Pteromonnina herbacea
Pteromonnina herbacea är en jungfrulinsväxtart som först beskrevs av Dc., och fick sitt nu gällande namn av B. Eriksen. Pteromonnina herbacea ingår i släktet Pteromonnina och familjen jungfrulinsväxter. Inga underarter finns listade i Catalogue of Life.